# Pierre Hétu
Pierre Hétu (* 22. April 1936 in Montreal; † 3. Dezember 1998 in Montreal) war ein kanadischer Dirigent und Pianist.

## Leben
Hétu studierte am Conservatoire de musique du Québec und an der Universität Montreal Akustik bei Jean Papineau-Couture, Harmonielehre und Kontrapunkt bei Gabriel Cusson und Conrad Letendre und Musikgeschichte bei Jean Vallerand. Als Stipendiat der Provinzregierung von Québec setzte er von 1958 bis 1962 seine Ausbildung in Paris im Fach Klavier bei Marcel Ciampi und Dirigieren bei Edouard Lindenberg fort und studierte von 1960 bis 1962 am Pariser Konservatorium bei Louis Fourestier.
Mit dem Flötisten Gail Grimstead und dem Oboisten Jacques Simard gründete er 1960 in Paris das Trio Canadien, mit dem er 1962–63 Konzertreisen unternahm und die Uraufführung von André Prévosts Triptyque spielte. 1961 gewann er den Ersten Preis beim Concours international des jeunes chefs d'orchestre in Besançon. Seine Ausbildung als Dirigent setzte er bei Sommerkursen von Sergiu Celibidache in Siena (1959–61), Charles Munch in Tanglewood (1962), Jean Martinon in Düsseldorf (1964) und Hans Swarowsky in Wien (1964–65) fort.
Sein Debüt als Dirigent in Kanada gab er 1963 mit dem Orchestre symphonique de Montréal bei einem Konzert der Jeunesses Musicales of Canada. Er war bis 1968 Assistent von Zubin Mehta, dem Chefdirigenten des Orchesters, und Direktor der Matinées Symphoniques. In dieser Zeitleitete er u. a. die Uraufführungen von André Prévosts Fantasmes (1963) und Maurice Delas Projection (1967) und bei der Eröffnung des Weltfestivals der Expo 67 Prévosts Terre des hommes.
Von 1968 bis 1972 war Hétu musikalischer Leiter des Kalamazoo Symphony Orchestra in Michigan und parallel von 1970 bis 1973 stellvertretender Dirigent des Detroit Symphony Orchestra. Von 1973 bis 1980 war er künstlerischer Leiter des Edmonton Symphony Orchestra, und von 1983 bis 1988 leitete er die Concerts Populaires der Stadt Montreal.
Als Gastdirigent leitete er u. a. das JM World Orchestra zur Eröffnung der Olympischen Sommerspiele 1976 und bei Konzerten im Orford Arts Centre und in Québec, das Nouvelle Orchestre Philharmonique de Radio France (1977, mit Werken von Jacques Hétu, Roger Matton und Prévost), die Brüsseler Philharmoniker, das Orchestre de Chambre de Lausanne und die Straßburger Philharmoniker. Als Operndirigent trat er u. a. an der Opéra du Québec, der Calgary Opera, der Edmonton Opera, der Vancouver Opera, am Théâtre lyrique de Nouvelle-France und bei der Canadian Opera Company auf. 1977 wurde er mit dem Preis des Conseil Canadien de la Musique ausgezeichnet.